# 十字花園
十字花園（葡萄牙語：Jardim da Cruz），即史劉蓮德博士眺望台（Miradouro da Dra. Laurinda M. Esparteiro），是位於澳門氹仔島的公園，落成於1955年。現在是澳門八景之「龍環葡韻」景區的一部分，為澳門的旅遊景點和拍攝婚照的熱門地點。

## 簡介

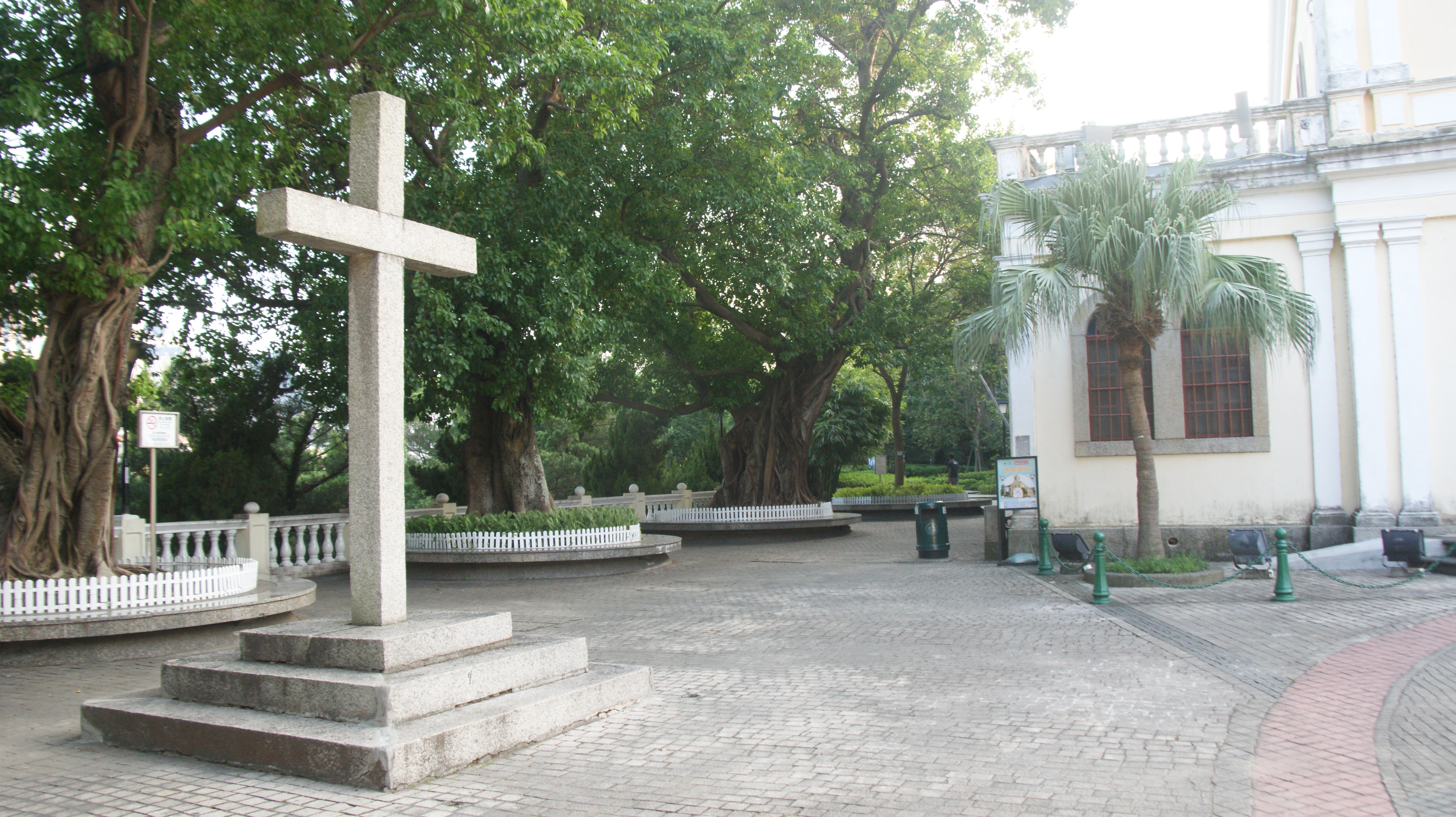
位於嘉模聖母堂一側入口的十字架

十字花園以公園內一巨型十字架座而得名，又名史劉蓮德女士公園，因海島市委員會曾以澳督史伯泰將軍夫人劉蓮德女士的名字為公園內一瞭望台命名。公園佔地面積約2400平方米，於1955年建成。當時公園地處海邊，花糟以波浪形設計，公園依山而建呈梯形，地勢較高。公園附近海濱已被填為平地，一湖之隔的金光大道亦出現一座座建築群。金光大道位於路氹連貫公路兩旁，建築以酒店及娛樂業為主；湖的另一邊連接氹仔市區，當年修建路氹連貫公路形成的一片濕地，成為不少雀鳥棲息之所，也成為觀鳥勝地。公園對下前方有一空地，經常作為市政署花卉展覽之用。

## 地理位置
十字花園位於氹仔嘉路士米耶馬路，佔地約2400平方公尺。花園與龍環葡韻住宅式博物館、嘉模聖母堂、氹仔市政花園毗鄰。

## 交通

### 公共巴士
T320 氹仔官也街（Rua do Cunha）
路線：11、15、22、28A、30、33、34